# Isla Bird (Belice)
Isla Bird (en inglés: Bird Island), literalmente en español «Isla de las Aves», es una isla deshabitada situada en el país centroamericano de Belice.
Situada cerca de Cayo Tobacco (Tobacco Caye), en esta isla viven numerosas fregatas y piqueros de patas marrones. Se encuentra bajo protección y los turistas no están autorizados a visitarla a pie o a establecerse en ella. En 2001 un huracán destruyó el bosque de manglar ubicado en la isla; sin embargo, las aves continuaron anidando aquí. Tiempo después, el bosque de manglar volvió a crecer a pleno rendimiento y el ecosistema preexistente se ha visto restaurado una vez más.